# Qilianshanita
La qilianshanita és un mineral de la classe dels borats. Rep el seu nom del lloc on va ser descoberta, a les muntanyes Qilian (Qilian Shan, en xinès) a la província de Qinghai.

## Característiques
La qilianshanita és un borat de fórmula química NaH₄(CO₃)(BO₃)·2H₂O, que va ser aprovat per l'Associació Mineralògica Internacional l'any 1992. Cristal·litza en el sistema monoclínic formant cristalls tabulars a prismàtics, de fins a 2 mil·límetres, tot i que normalment es troba en forma d'agregats massius. La seva duresa a l'escala de Mohs és 2. Segons la classificació de Nickel-Strunz, la qilianshanita pertany a «06.H - Borats sense classificar".

## Formació i jaciments
Es forma per la reacció de borats rics en aigua amb carbonats de sodi en dipòsits de bor. Sol trobar-se associada a altres minerals com: tincalconita, nahcolita, calcita o quars. Va ser descoberta l'any 1992 al dipòsit de bor de Juhongtu, al Comtat de Delhi (Qinghai, Xina). També se n'ha trobat a Sagåsen (Telemark, Noruega).